# 紐波特 (紐約州村)
紐波特（英語：Newport）是位於美國紐約州赫基默縣的村。

## 人口
根據2020年美國人口普查的數據，紐波特的面積為1.53平方千米，當中陸地面積為1.36平方千米，而水域面積為0.17平方千米。當地共有人口543人，而人口密度為每平方千米355人。